# Long live love
Long live love is een single van Olivia Newton-John. Het nummer is afkomstig van het gelijknamige album. Het lied was de Britse inzending voor het Eurovisiesongfestival 1974, dat door ABBA gewonnen werd met Waterloo. Het werd qua puntentelling gedeeld vierde en werd een bescheiden hitje voor Olivia Newton-John.
Op het album stonden nog meer kandidaten voor afvaardiging naar het festival, maar deze won. Angel eyes, ook kandidaat, werd B-kant. Olivia Newton-John was niet echt tevreden over het nummer. Zowel single als album ontbreken op haar website.

## Hitnotering
In Nederland is het nummer onbekend gebleven.

### BelgischeBRT Top 30
In België had Olivia 12-solohits.
| Hitnotering: 13-4-1974 t/m | Hitnotering: 13-4-1974 t/m | Hitnotering: 13-4-1974 t/m | Hitnotering: 13-4-1974 t/m | Hitnotering: 13-4-1974 t/m | Hitnotering: 13-4-1974 t/m | Hitnotering: 13-4-1974 t/m | Hitnotering: 13-4-1974 t/m | Hitnotering: 13-4-1974 t/m | Hitnotering: 13-4-1974 t/m | Hitnotering: 13-4-1974 t/m |
| Week:                      | 1                          | 2                          | 3                          | 4                          | 5                          | 6                          | 7                          |                            |                            |                            |
| -------------------------- | -------------------------- | -------------------------- | -------------------------- | -------------------------- | -------------------------- | -------------------------- | -------------------------- | -------------------------- | -------------------------- | -------------------------- |
| Positie:                   | 27                         | x                          | 8                          | 9                          | 7                          | 17                         | 22                         | 29                         | uit                        |                            |

### UK Singles Chart
| Hitnotering: 16-3-1974 t/m 10-5-1974 | Hitnotering: 16-3-1974 t/m 10-5-1974 | Hitnotering: 16-3-1974 t/m 10-5-1974 | Hitnotering: 16-3-1974 t/m 10-5-1974 | Hitnotering: 16-3-1974 t/m 10-5-1974 | Hitnotering: 16-3-1974 t/m 10-5-1974 | Hitnotering: 16-3-1974 t/m 10-5-1974 | Hitnotering: 16-3-1974 t/m 10-5-1974 | Hitnotering: 16-3-1974 t/m 10-5-1974 | Hitnotering: 16-3-1974 t/m 10-5-1974 |
| Week:                                | 1                                    | 2                                    | 3                                    | 4                                    | 5                                    | 6                                    | 7                                    | 8                                    |                                      |
| ------------------------------------ | ------------------------------------ | ------------------------------------ | ------------------------------------ | ------------------------------------ | ------------------------------------ | ------------------------------------ | ------------------------------------ | ------------------------------------ | ------------------------------------ |
| Positie:                             | 28                                   | 21                                   | 18                                   | 16                                   | 11                                   | 19                                   | 22                                   | 49                                   | uit                                  |